# Afrotis
Afrotis G. R. Gray, 1855 è un genere di uccelli della famiglia degli Otididi.

## Tassonomia
Comprende le seguenti specie:
- Afrotis afra (Linnaeus, 1758) - otarda korhaan
- Afrotis afraoides  (A. Smith, 1831) - otarda di Smith